# Montage des attractions
Le montage des attractions est une expression (où « montage » est pris au vocabulaire de la mécanique et « attractions » à celui du music-hall) qui désigne un assemblage de scènes ayant un fort impact visuel, par exemple des saynètes caricaturales ou burlesques.
C'est la première théorie théâtrale et cinématographique défendue par Sergueï Eisenstein, dans la perspective de produire un impact maximal sur le spectateur.